# 中国医学科学院整形外科医院

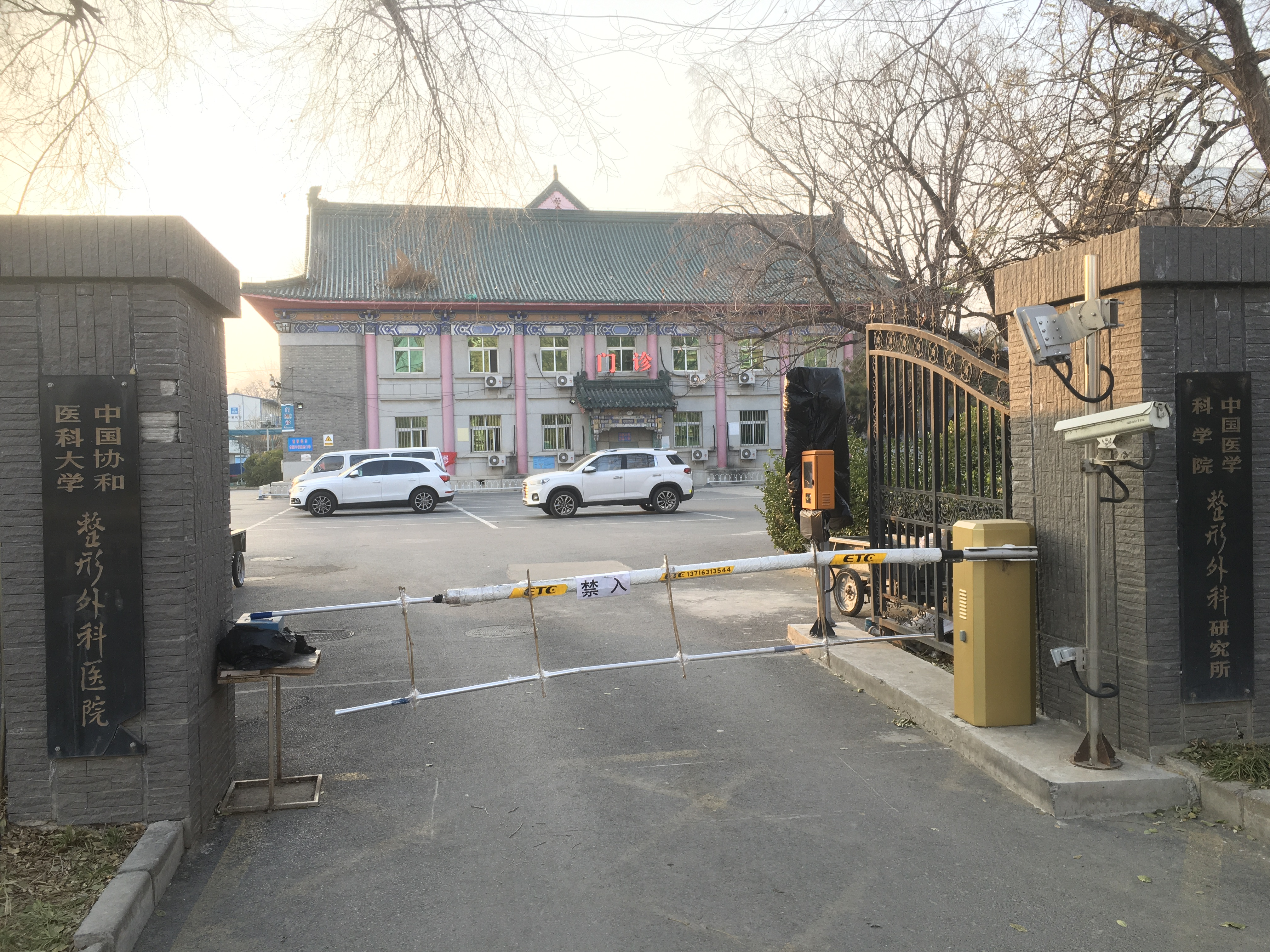
中國醫學科學院整形外科醫院

中国医学科学院整形外科医院（又稱八大处整形医院），是中华人民共和国的一所整形外科三甲医院，隶属于中国医学科学院北京协和医学院，位於北京市石景山区八大处路。其前身为1957年成立的国际学生联合会亚非学生疗养院，1978年改为中国医学科学院整形外科研究所。

## 历史
20世纪50年代，国际学生联合会委托中华全国学生联合会创办建设“国际学生联合会亚非学生疗养院”，简称“亚疗”。1951年2月21日周恩来总理亲自选定院址于北京郊区八大处，中华全国学生联合会立奠基纪念牌，归口隶属团中央领导管理。为仿古建筑风格。1954年11月25日正式开院投入使用。原名亚洲学生疗养院。名誉院长裘祖源，副院长王仰文，副院长兼肺科主人张觉人，外事科长梁耕。创办两年来这个疗养院一共接受了印度、印度尼西亚、尼泊尔、巴基斯坦、伊拉克、朝鲜、越南、蒙古、中国等九个国家的796位学生来院疗养，截至1956年11月病愈出院574人。1956年9月根据第四次世界学生代表大会决议改为亚非学生疗养院。这所结核病疗养院，采用了空气、化学、萎陷、体育、营养等先进的医疗方法。为了照顾不同民族的风俗习惯，设立了中餐、西餐、清真3个厨房，另外还有图书室和文娱室。
1969年4月，亚非学生疗养院工作人员随团中央迁入潢川县黄湖农场，编制为团中央五七干校第十一连，时任连长姚庆斌，指导员王玉林。亚非学生疗养院时任院长赵云清，党支部书记陈木隶。原院址成为北京军区招待所。亚非学生疗养院在黄湖农场选址“霸王台”，建红砖红瓦结构房屋两排二十余间。亚非学生疗养院在黄湖期间主要负责五七干校的医疗卫生保健以及参加季节性生产劳动，并培训周边三县赤脚医生。1973年4月，亚非学生疗养院整体撤离黄湖农场回京，是团中央五七干校最后回京的单位。
1971年“九一三事件”后，北京军区司令员李德生决定把林办工作人员都集中在亚疗院址隔离审查多年。1978年经中央同意，亚疗停办，防痨队伍并入北京市结核病防治所，院址移交给中国医学科学院，并改为整形外科医院。

## 现况
整外医院占地10万余平方公尺，擁有员工800余人，其中医师200余人。医院设置病床440张，每年年门急诊17万余人次，年完成各种整形、再造及美容手术近7万例。